# 尾辻吉兼
尾辻 吉兼 （おつじ よしかね、1950年2月 - 2005年7月25日）は、日本の政治家。元与那国町長（第16代）。

## 略歴
沖縄県八重山郡与那国町久部良に生まれる。琉球政府立沖縄水産高等学校を卒業後、与那国町漁業協同組合長を務める。
1982年より1999年まで与那国町議会議員を5期務め、1999年4月25日投開票の与那国町長選挙において自民党の公認を受け当選。4年ぶりに保守町政を奪還する。2003年4月27日の町長選挙で再選された。
任期中は石垣市、竹富町との市町村合併を目指したが2004年10月16日に行われた与那国町の住民投票では合併反対が賛成を大きく上回ったため、与那国町は法定合併協議会からの脱退を余儀なくされた。

日本と台湾の防空識別圏の境界線が与那国島の中央を通過し、東側が日本、西側が台湾に分断されている現状を問題視し、2005年4月に大野功統防衛庁長官に対し、識別圏の見直しを台湾に働きかけるよう要請した。
2005年7月14日夜から意識不明に陥り、県立八重山病院に入院。7月25日午後3時23分にけいれん重積による低酸素血症のため死去した。享年56（満55歳没）。